# 萬代
萬代（日语： Bandai */?）是日本大型玩具供應商之一，成立於1950年，創業者為山科直治。主要以生產GUNDAM系列作品、聖戰士Dunbine等Sunrise系列動畫的角色模型聞名。

## 歷史
萬代（BANDAI）創業時稱為，1961年改為現在的名稱，“万代”一名取自中国古代兵书《六韬》中的“万代不易”（即永久不变的意思）。萬代開始發展塑膠模型事業的契機，是從1969年收購了當時陷入經營危機的模型廠商「今井科學」的靜岡工廠以及在內的各種生產模具而開始。以再版今井模型為基礎，從而開發了各種軍事與汽車的模型。特別是「機甲師團系列」（1/48機甲師団シリーズ）的合理價格以及重現內部構造的得到一致好評，使該系列模型在1970年代前半與田宮公司的「軍事迷你業餘系列」（1/35ミリタリーミニチュアシリーズ）並列為最受歡迎的模型。在1970年代中期曾經一度代理美國Monogram公司的模型，並且在日本全國以低廉價格銷售該公司優良的1/48飛機模型套件。
在同時期，萬代也取得了當時東映的熱門電影「卡車野郎（トラック野郎）」的版權，將主角所搭乘的11噸卡車「一番星」模型化。當初雖然只發售了萬代拿手的1/48比例，但是後來也開發了全長55公分的超大型1/20版本，並且經歷25年以上現在仍然生產中。1977年冬天發售的宇宙戰艦大和號展示套件（將大和號的艦首部分變形放大），以及1980年代前半GUNDAM相關模型等等動畫兵器相關的產品都受到熱烈歡迎，從此萬代開始轉型為專業的角色相關模型製造商。萬代在東映特攝片以及日昇（Sunrise）的GUNDAM系列作品當中，經常在一開始就以出資者或共同參與角色設計企畫等方式介入映像作品的製作，並同時進行角色商品化的工作，以便與映像作品同步推出。
1980年代後期萬代從設計並銷售任天堂紅白機的相關遊戲開始，進入電子遊戲產業。而主要的遊戲類別也與動漫畫角色為主。在1997年由於連續的經營赤字，世嘉和萬代於1997年宣布合併，成立「世嘉萬代」，但由於以為首的一系列電子寵物熱賣使得危機解除、以及萬代員工的反對，而中止這項合併計畫。之後以「PROJECT PEGASUS」（初代高達當中開發白色基地等新型機動戰士母艦的計畫代號）與南夢宮公司成立共同持股的子公司，專責開發高達M系列遊戲。最後在2005年9月29日與南夢宮實施合併，共同成立萬代南夢宮控股。
2018年2月9日萬代進行組織調整，同年2月15日成立子公司萬代Spirits，管理Hobby事業部（拼裝玩具）、Collectors事業部（成品玩具）、IP Location開發部、網路戰略室及從萬普（Banpresto）劃出之景品業務，商標換上藍色。
剩餘業務部門編組成三個事業群：玩具事業群（男童向玩具、女童向玩具、嬰幼兒向玩具,玩具戰略室）、自販機事業群（扭蛋、卡片）、生活事業群（食玩、衣物、生活用品）。

## 萬代與GUNDAM的關係
目前GUNDAM系列雖然是萬代角色商品的主力，但是在初代GUNDAM上當時他們並沒有取得商品化的權利。初代電視版機動戰士GUNDAM的贊助廠商是另一個玩具製造商「Clover」（成立於1973年，並於1983年8月破產倒閉），生產的玩具材質也是當時流行的錫鉛合金。由於看好GUNDAM作品所新開創的寫實兵器路線以及愛好者的熱情，在電視版上映終了前後洽談並取得了塑膠模型部分的發售權。最終把初代GUNDAM當中的兵器幾乎全部都出了鋼普拉，並且出資促成了劇場版以及後續作品的製作，以及將創造GUNDAM的動畫公司日昇於1994年2月收為子公司以至2005年和南夢宮合併，成為萬代南夢宮控股的子公司並維持至今（2022年4月1日，日昇更名為萬代南夢宮影像製作）。

## 主要產品
- 鋼普拉
- 卡通人物商品
- 電視遊樂器用遊戲片
- 超合金系列

## 關聯公司
- 萬代南夢宮控股，萬代母公司，負責集團整體戰略與管理。
- 創通（Sotsu Co., Ltd.），日本動畫製作與版權管理公司，主要負責《機動戰士鋼彈》動畫製作協力及版權管理，為萬代南夢宮控股重要關聯企業。
- 圓谷製作，日本特攝製作公司，創造《哥吉拉》《奧特曼》等經典作品，萬代南夢宮持股約49%，雙方在特攝IP商品開發與授權合作密切。

## 子公司
- 萬代Spirits - 2018年自萬代與萬普接手鋼普拉等塑膠模型產品、B Train Shorty、TAMASHII NATIONS（含S.H.Figuarts、超合金系列、ROBOT魂、聖鬥士聖衣神話等），以及Premium Bandai官方購物網站、THE GUNDAM BASE、鋼彈咖啡廳、Gundam Square的營運；亦承接一番賞、CRANEKING等品牌。
- 創通 - 動畫製作及版權經營公司，持有多部知名動畫作品版權，為萬代集團重要合作夥伴。
- MegaHouse - 玩具及模型製造商，主力販售動漫相關角色模型及周邊商品。
- Logipal Express - 負責萬代集團玩具、模型等產品物流配送及倉儲管理的子公司。[5]
- PLEX - 萬代子公司，專注於授權商品開發與行銷。[5]

## 合作企業
- 南夢宮
- 卡普空

## 外部連結
- 萬代官方網站 （页面存档备份，存于） （日語）
- 南梦宫万代发展股份有限公司官方網站 （页面存档备份，存于） （日語）
- 萬代亞洲區官方網站 （页面存档备份，存于） （英文）
- 萬代台灣官方網路商店 （页面存档备份，存于）